# Getriebelehre
Die Getriebelehre ist ein Teilgebiet des wissenschaftlichen Maschinenbaus. Bei der Ausbildung zum Ingenieur-Maschinenbau ist sie eines der Grundlagenfächer. Ihr Gegenstand sind Forschung an und Konstruktion von Getrieben. 

## Lehrbücher
- Gustav Niemann, Hans Winter: Maschinenelemente, Band 2, Getriebe allgemein, Zahnradgetriebe, Springer, 2003
- H. Kerle, R. Pittschellis, B. Corves, J. Burkhard: Einführung in die Getriebelehre  (ungleichmässig übersetzende G.e), Springer, 2007